# Русинга (губа)
Русинга — губа на Терском берегу Белого моря. Вдаётся в восточную часть Кольского полуострова. Открыта к востоку, вдается в материк на 1,3 км. Ширина у входа 1 км. Губа мелководна и наполняется водой только в прилив, максимальная глубина 1,8 м.
Расположена между мысом Орлов-Терский Толстый и архипелагом Три Острова. В вершину губы впадает река Русинга. К югу от губы расположена губа Островки.
Берега губы в основном состоят из крупных (до 106 м) каменных обрывистых скал, состоящими частью из глинистых сланцев, частью из грюнштейнов. Средняя величина прилива в губе Трящине — 4,4 м.
Населённых пунктов на берегу губы нет. Административно бухта входит в Ловозерский район Мурманской области России.